# البیانو دلوریا
البیانو دلوریا (به ایتالیایی: Albiano d'Ivrea) یک سکونتگاه مسکونی در ایتالیا است که در استان تورین واقع شده‌است.

## خصوصیات
البیانو دلوریا ۱۱٫۷ کیلومترمربع مساحت و ۱٬۸۰۸ نفر جمعیت دارد و ۲۳۰ متر بالاتر از سطح دریا واقع شده‌است.